# Liste der Monuments historiques in Azoudange
Die Liste der Monuments historiques in Azoudange führt die Monuments historiques in der französischen Gemeinde Azoudange auf.

## Liste der Bauwerke
| Bezeichnung          | Beschreibung   | Standort                 | Kennzeichnung | Schutzstatus | Datum | Bild           |
| -------------------- | -------------- | ------------------------ | ------------- | ------------ | ----- | -------------- |
| Château de Romécourt | ab 1564 erbaut | südlich des Ortes (Lage) | PA00106727    | Inscrit      | 1976  | weitere Bilder |